# Alain Ayroles
Pour les articles homonymes, voir Ayroles.
Alain Ayroles est un scénariste de bande dessinée né le 26 janvier 1968 à Saint-Céré (Lot).

## Biographie
Alain Ayroles suit des études à l'école des Beaux-Arts d'Angoulême, où il rencontre notamment Jean-Luc Masbou et Bruno Maïorana avec lesquels il collabore autour de ses premières séries, publiées en parallèle chez Delcourt à partir de 1995 : De cape et de crocs avec le premier et Garulfo avec le deuxième. Garulfo s'inscrit dans l'univers référentiel des contes de fées tandis que De cape et de crocs mêle à la tradition des fables, celles des récits de cape et d'épée et des pièces de théâtre comiques du XVIIe siècle.
D'après Actua BD, « Au fil des albums, la série De Capes et de Crocs, s’impose de plus en plus comme un classique ». La série, qui mélange « bande dessinée, roman, théâtre et cinéma » est définie comme « une série riche de mille et une références, savamment distillées par des auteurs aussi cultivés que malicieux ».
Publié en 2008, Sept missionnaires suscite des critiques positives sur Actua BD : l'album est « particulièrement bien ficelé d’un point de vue scénaristique » et pimenté « d’un humour provoquant ».
À partir de 2009, il publie une nouvelle série avec Bruno Maïorana, D, qui s'inspire de l'univers gothique des vampires dans une intrigue se déroulant à l'époque victorienne.
S'associant à Juanjo Guarnido (dessin), il écrit le scénario des Indes fourbes, paru en 2019, sur les aventures de Pablos de Ségovie, personnage du roman de Francisco de Quevedo El Buscón,. L'album rencontre immédiatement un très grand succès critique et public.
En 2023, il débute la série L’ombre des lumières avec Richard Guérineau au dessin. Cette série conte les aventures du maléfique Chevalier de Saint Sauveur au 18ème siècle, à Paris et au Québec.

## Publications

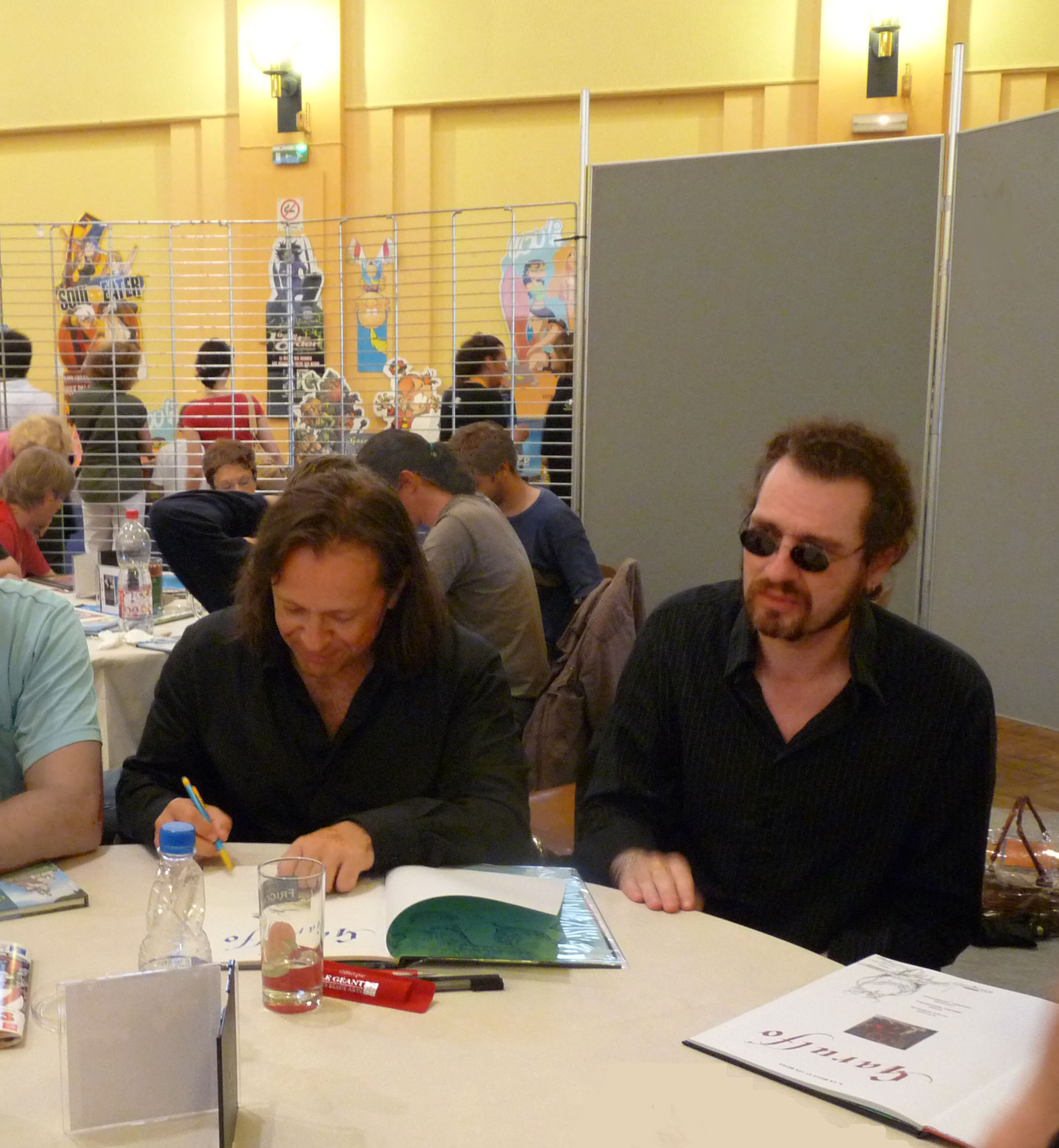
Alain Ayroles (à gauche) et Bruno Maïorana lors du festival européen de la bande dessinée Strasbulles en 2009.

### Garulfo(série terminée)
- 1 De mares en châteaux, Guy Delcourt Productions, Paris, 1995
Scénario : Alain Ayroles - Dessin : Bruno Maïorana - Couleurs : Thierry Leprévost -  (ISBN 2-84055-045-8)

- 2 De mal en pis, Guy Delcourt Productions, Paris, 1996
Scénario : Alain Ayroles - Dessin : Bruno Maïorana - Couleurs : Thierry Leprévost -  (ISBN 2-84055-087-3)

- 3 Le Prince aux deux visages, Guy Delcourt Productions, Paris, 1997
Scénario : Alain Ayroles - Dessin : Bruno Maïorana - Couleurs : Thierry Leprévost -  (ISBN 2-84055-139-X et 2-84789-512-4)

- 4 L'Ogre aux yeux de cristal, Guy Delcourt Productions, Paris, 1998
Scénario : Alain Ayroles - Dessin : Bruno Maïorana - Couleurs : Thierry Leprévost -  (ISBN 978-2-84055-237-6)

- 5 Preux et prouesses, Guy Delcourt Productions, Paris, 2000
Scénario : Alain Ayroles - Dessin : Bruno Maïorana - Couleurs : Thierry Leprévost -  (ISBN 2-84055-334-1)

- 6 La Belle et les Bêtes, Guy Delcourt Productions, Paris, 2002
Scénario : Alain Ayroles - Dessin : Bruno Maïorana - Couleurs : Thierry Leprévost -  (ISBN 978-2-84055-579-7)

### De cape et de crocs(série terminée)
- 1 Le Secret du janissaire, Guy Delcourt Productions, Paris, 1995
Scénario : Alain Ayroles - Dessin : Jean-Luc Masbou -  (ISBN 2-84055-059-8)

- 2 Pavillon noir !, Guy Delcourt Productions, Paris, 1997
Scénario : Alain Ayroles - Dessin : Jean-Luc Masbou -  (ISBN 2-84055-143-8)

- 3 L'Archipel du danger, Guy Delcourt Productions, Paris, 1998
Scénario : Alain Ayroles - Dessin : Jean-Luc Masbou -  (ISBN 2-84055-335-X)

- 4 Le Mystère de l'île étrange, Guy Delcourt Productions, Paris, 2000
Scénario : Alain Ayroles - Dessin : Jean-Luc Masbou -  (ISBN 2-84055-059-8)

- 5 Jean Sans Lune, Guy Delcourt Productions, Paris, 2002
Scénario : Alain Ayroles - Dessin : Jean-Luc Masbou -  (ISBN 2-84055-578-6)

- 6 Luna incognita, Guy Delcourt Productions, Paris, 2004
Scénario : Alain Ayroles - Dessin : Jean-Luc Masbou -  (ISBN 2-84789-112-9)

- 7 Chasseurs de chimères, Guy Delcourt Productions, Paris, 2006
Scénario : Alain Ayroles - Dessin : Jean-Luc Masbou -  (ISBN 2-84789-925-1)

- 8 Le Maître d'armes, Guy Delcourt Productions, Paris, 2007
Scénario : Alain Ayroles - Dessin : Jean-Luc Masbou -  (ISBN 978-2-7560-0318-4)

- 9 Revers de fortune, Guy Delcourt Productions, Paris, 2009
Scénario : Alain Ayroles - Dessin : Jean-Luc Masbou -  (ISBN 978-2-7560-0835-6)

- 10 De la Lune à la Terre, Guy Delcourt Productions, Paris, 2012
Scénario : Alain Ayroles - Dessin : Jean-Luc Masbou -  (ISBN 978-2-7560-1996-3)

- 11 Vingt mois avant, Guy Delcourt Productions, Paris, 2014
Scénario : Alain Ayroles - Dessin : Jean-Luc Masbou -  (ISBN 978-2-7560-4036-3)

- 12 Si ce n'est toi..., Guy Delcourt Productions, Paris, 2016
Scénario : Alain Ayroles - Dessin : Jean-Luc Masbou -  (ISBN 978-2-7560-6475-8)

### Sept missionnaires(album indépendant)
- Sept missionnaires : sept moines partent évangéliser de féroces Vikings, Guy Delcourt Productions, Paris, 2008
Scénario : Alain Ayroles - Dessin : Luigi Critone -  (ISBN 978-2-7560-0643-7 et 2-75600-643-2)

### D(série terminée)
- 1 Lord Faureston, Guy Delcourt Productions, Paris, 2009
Scénario : Alain Ayroles - Dessin : Bruno Maïorana - Couleurs : Thierry Leprévost -  (ISBN 978-2-7560-0412-9)
- 2 Lady d'Angerès, Guy Delcourt Productions, Paris, 2011
Scénario : Alain Ayroles - Dessin : Bruno Maïorana - Couleurs : Thierry Leprévost -  (ISBN 978-2-7560-1960-4)
- 3 Monsieur Caulard, Guy Delcourt Productions, Paris, 2014
Scénario : Alain Ayroles - Dessin : Bruno Maïorana - Couleurs : Thierry Leprévost -  (ISBN 978-2-7560-1960-4)

### Les Indes fourbes(album indépendant)
- Les Indes fourbes : Une seconde partie de l'Histoire de la vie de l'aventurier nommé don Pablos de Ségovie, vagabond exemplaire et miroir des filous ; inspiré de la première, telle qu'en son temps la narra don Francisco Gómez de Quevedo y Villegas, chevalier de l'ordre de Saint Jacques et seigneur de Juan Abad, Guy Delcourt Productions, Paris, 2019
Scénario : Alain Ayroles - Dessin : Juanjo Guarnido -  (ISBN 978-2-7560-3573-4) - Sélection officielle Festival d'Angoulême 2020
- Les Indes fourbes (tirage de luxe), co-édition Caurette/Black & White, 2019
Scénario : Alain Ayroles - Dessin : Juanjo Guarnido - (ISBN 979-10-96315-50-5) - Tirage limité à 499 exemplaires, exemplaires numérotés et signés.

### Les Chimères de Vénus(série en cours)
Série dans l'univers du Château des étoiles.
- Les Chimères de Vénus Tome 1 , éditions Rue de Sèvres, Paris, 2021

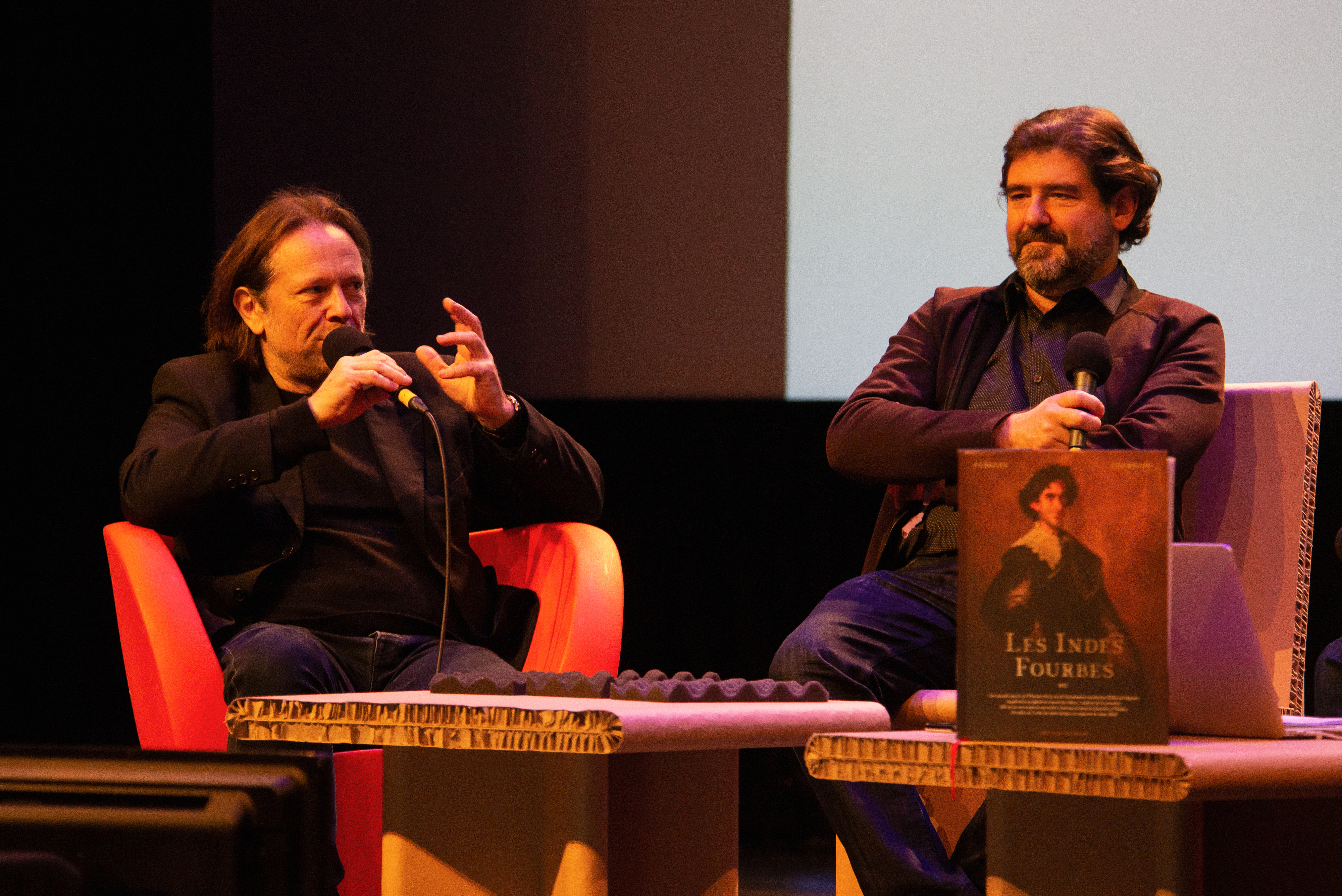
Alain Ayroles et Juanjo Guarnido au Festival d'Angoulême 2020.

Scénario : Alain Ayroles - Dessin : Étienne Jung -  (ISBN 9782369811879)
- Les Chimères de Vénus Tome 2 , éditions Rue de Sèvres, Paris, 2023
Scénario : Alain Ayroles - Dessin : Étienne Jung -  (ISBN 9782369810308)

### L'Ombre des Lumières(série en cours)
- 1 L'Ennemi du genre humain, Guy Delcourt Productions, Paris, 2023
Scénario : Alain Ayroles - Dessin : Richard Guérineau -  (ISBN 9782413078548)
- 2 Dentelles et Wanpum, Guy Delcourt Productions, Paris, 2024
Scénario : Alain Ayroles - Dessin : Richard Guérineau -  (ISBN 9782413078555)

## Prix et récompenses
- 1998 : prix du scénario à Quai des Bulles[11].
- 2019 :
  - Prix Landerneau remis par Régis Loisel, pour Les Indes fourbes[9].
  - Grand prix RTL de la bande dessinée pour Les Indes fourbes[12].
  - Prix des libraires de bande dessinée pour Les Indes fourbes[13].
- 2021 :
  - Prix ActuSF de l'uchronie dans la catégorie « Graphisme » pour le tome 1 des Chimères de Vénus[14].